# Tagarela-de-nonggang
O tagarela-de-nonggang (Stachyris nonggangensis) é uma espécie de ave da família dos tagarelas, que foi descoberto na China em 2005. Tem plumagem castanha manchada de branco, além de preferir correr do que voar. A descoberta foi descrita na revista científica The Auk.
Esta espécie foi observada pela primeira vez pelos ornitólogos Zhou Fang e Jiang Aiwu enquanto pesquisavam a Reserva Natural de Nonggang (弄岗自然保护区) em Quancim, China, em fevereiro de 2005. O espécime-tipo foi capturado em janeiro de 2006, e a espécie foi formalmente descrita em 2008.
Na aparência, é semelhante ao tagarela-fuliginoso (S. herberti), mas difere por ter uma íris pálida, uma listra branca atrás da orelha, estrias brancas na garganta e um bico preto.
No comportamento geral, assemelha-se aos tagarelinhas do gênero Napothera, pois parece passar a maior parte do tempo no chão procurando insetos entre as rochas e na serapilheira. Seu habitat natural é a floresta húmida sazonal cárstica que, após o desmatamento seletivo, é composta predominantemente por Burretiodendron hsienmu. A área de distribuição conhecida está atualmente restrita à Reserva Natural de Nonggang, mas como habitats semelhantes também existam no norte do Vietnã e no sudeste de Iunã, é possível que a espécie também possa ser encontrada lá.